# جيمي لوثر-بينكرتون
أنتوني جيمس موكسون «جيمي» لوثر-بينكرتون (بالإنجليزية: Anthony James Moxon "Jamie" Lowther-Pinkerton)‏ (ولد في 28 سبتمبر 1960) سكرتير خاص لويليام دوق كامبريدج وكاثرين دوقة كامبريدج والأمير هنري تشارلز ألبرت ديفيد. عين في 2 مايو 2005 ولكنه استقال من منصب سكرتير خاص بدوام كامل اعتبارا من سبتمبر 2013 وبقي لمدة يوم واحد في الأسبوع من أجل إرشاد وتقديم المشورة للموظفين الأصغر سنا الذين يتعين عليهم أن يخلفوه. مرافق الأسرة جزء من مرافق أسرة تشارلز أمير ويلز. جيمي هو عراب جورج أمير كامبريدج.

## السيرة الذاتية

### النشأة
نشأ في ألدرتون في سافولك، وينحدر من عائلة لوثر النبيلة وليس من إيرلز لونسديل ولكن يلتقي معهم في الإيرل الأول من بيسبورو مع أصحاب العمل الملكيين. تلقى تعليمه في كلية إيتون.
كانت حياته المهنية الأولى في الجيش البريطاني. درس في أكاديمية ساندهيرست العسكرية الملكية في عام 1979 وانضم إلى الحرس الايرلندي. خدم لوثر بينكرتون مع الكتيبة الأولى من الحرس الأيرلندي ولكن تم إرفاقه إلى القوة الجوية الخاصة طوال حياته العسكرية لمدة 20 عاما حيث وصف بأنه ضابط قادر بشكل خاص. تقاعد من الجيش في عام 1998.

### المسيرة المهنية
عمل قيم الإسطبل الملكي للملكة الأم إليزابيث باوز ليون من 1984 إلى 1986 ثم تمت ترقيته إلى نقيب في 8 يونيو 1986. كان قائد القوة الجوية الخاصة كنقيب. خدم في حرب الخليج الثانية من 1990 إلى 1991 كضابط إتصال للقوات الخاصة مع قوات الولايات المتحدة.
تم ترقيته إلى رتبة رائد في 30 سبتمبر 1992 وكان مسؤولا عن مجموعتين تتكونان من 20 فرد في عمليتي مكافحة المخدرات في القوة الجوية الخاصة في كولومبيا لمدة سنتين في أوائل التسعينات. درس في كلية الموظفين في كامبرلي وتأهل كأركان الحرب. كان لوثر-بينكرتون قائد ضابط سرب جي القوة الجوية الخاصة. في منتصف التسعينات كان في البلقان لاستعراض السياسة الاستراتيجية من قبل وزارة الدفاع حسبما ذكر في عام 1994 كجزء من «منظمة الاتصالات المشتركة» المكونة من أربعة أشخاص في البوسنة والهرسك.
في عام 2001 شارك في تأسيس ومنذ ذلك الحين كان مدير مشروع سلامة السفر الذي يوفر التدريب على تقييم المخاطر للمسافرين الشباب والصحفيين. درب إيوان مكريغور وشارلي بورمان في المسلسلين التلفزيونين جولة الطريق الطويل وركود الطريق الطويل. عمل مستشار بدوام جزئي في إدارة مخاطر كرول في لندن.
تم تعيينه عضوا في النظام الفيكتوري الملكي لخدمته كقيم الإسطبل الملكي للملكة الأم في عام 1986 وعضو في رتبة الإمبراطورية البريطانية في عام 1990 للخدمة مع القوات الخاصة في كولومبيا وملازم النظام الفيكتوري الملكي في عام 2013 ضمن تكريمات السنة الجديدة.

### الحياة الشخصية
متزوج من سوزانا لوثر-بينكرتون (المولدو باسم سوزانا لوسي ريتشاردز) وأنجب منها أربعة أطفال. تعيش الأسرة في سوفولك. ابنه البالغ من العمر عشر سنوات وليام «بيلي» لوثر-بينكرتون حضر حفل زفاف الأمير ويليام وكيت ميدلتون في أبريل 2011.